# Doug Hamilton
Doug Hamilton, född den 19 augusti 1958 i Toronto i Kanada, är en kanadensisk roddare.
Han tog OS-brons i scullerfyra i samband med de olympiska roddtävlingarna 1984 i Los Angeles.
Han är far till Dougie Hamilton och Freddie Hamilton, som spelar respektive spelat professionell ishockey i National Hockey League (NHL).